# Григорьев, Дмитрий Дмитриевич
Дмитрий Дмитриевич Григорьев (2 (14) февраля 1866, Смоленская губерния — 2 июля 1932, Рига, Латвия) — русский чиновник и общественный деятель, действительный статский советник.

## Биография
Из дворян Смоленской губернии.
Отец: Григорьев Дмитрий Петрович (25.10.1827 — 21.02.1896), генерал-лейтенант, герой Крымской войны. Мать: Ольга Михайловна Григорьева (рожд. Рослякова) (01.09.1843 — 02.05.1905).
Окончил Первый кадетский корпус, затем 1-е военное Павловское училище, Михайловское артиллерийское училище. Проходил службу в 8-й артиллерийской бригаде (1886—1887), лейб-гвардии 1-й артиллерийской бригаде (1887—1894) в чине поручика.
Затем вышел в отставку и с августа 1894 года состоял на гражданской службе. Был земским начальником Смоленского уезда (1894—1896), комиссаром по крестьянским делам Петроковской губернии (1896—1898) и Ченстоховского уезда Петроковской губернии (1898—1904).
Принял участие в Русско-японской войне как уполномоченный Красного креста.
В 1904 году ему было пожаловано звание камер-юнкера. Чин в этот период — коллежский советник. 28 января 1906 года получил назначение архангельским вице-губернатором, 26.11.1907 года в чине статского советника назначен вятским вице-губернатором. 31.12.1910 года в чине действительного статского советника назначен губернатором Сахалинской области.
Являлся сторонником промышленного освоения острова. Особое внимание уделял изучению природных ресурсов, созданию промышленности, расширению торговли, вопросу землеустройства населения, принимал участие в организации и проведении экспедиций. Участник разработки проекта административно-территориального переустройства Сахалинской области, инициатор присоединения к ней основной части Удского округа Приморской области, что в итоге было осуществлено. Для выяснения экономического положения крестьян были проведены в 1912 году статистические подворные обследования в северной и южной частях Сахалинской области. В 1913 году ссыльным жителям Сахалина были дарованы все права русского крестьянства. Содействовал созданию Тымовской опытно-показательной фермы, выходу в свет трёх сборников статей о Сахалине (1911—1913) «Записки о современном положении Сахалинской области и её нуждах» и «Сахалин», эти сборники содержали большой статистический и фактический материал. Также способствовал открытию в п. Александровском первой церковно-приходской школы для девочек и бесплатной библиотеки-читальни (1911).
Именем Григорьева на Сахалине были названы с. Дмитриево-Григорьевское (упразднено в 1962 году) и озеро Григорьевское.
Уволен со службы по болезни согласно собственному прошению от 5 сентября 1916 года. Хотя в архивных документах найдена совсем другая формулировка завершения его карьеры. Министр внутренних дел сообщал генерал-губернатору: «… имею честь уведомить… Григорьев позволил себе высказать суждения, совершенно не соответствующие занимаемому им служебному положению. Ввиду сего, ему было предложено подать прошение об увольнении от службы, что им и было исполнено».
После отставки вернулся в Петербург, занимал пост члена правления Красного креста. После октября 1917 года выехал в Ригу, затем в Англию, где у него родился сын Дмитрий, далее в Японию. В апреле 1920 вернулся на Сахалин с японской армией, вёл безуспешную агитацию за создание автономного сахалинского государства под протекторатом Японии. С 1923 года жил в Риге, где основал Общество русских эмигрантов. Делегат от Латвии на Российском зарубежном съезде (Париж, 1926). Умер в поезде. Похоронен на Покровском кладбище в Риге.

## Семья
Первый брак заключен 30.07.1893 г. в Ильинской церкви г. Смоленска.
Жена в первом браке: Екатерина Васильевна Сосновская (1870—1942) дочь губернатора Смоленской губернии Сосновского Василия Осиповича, сестра губернатора Архангельской губернии Сосновского Ивана Васильевича, двоюродная сестра Янчевецкого Василия Григорьевича (русский, советский писатель В. Ян).
Дети:
- сын Иван Дмитриевич Григорьев (26.05.1894-?) окончил Пажеский корпус[2], 01.05.1915 г. произведен в прапорщики лейб-гвардии Измайловского полка.
- дочь Екатерина Дмитриевна Григорьева (Репкина) (12.06.1896-29.09.1992), после революции жила в Москве. Похоронена на Новом Донском кладбище.

Брак расторгнут постановлением Архангельского епархиального начальства от 20 декабря 1907 г. за № 210 с позволением Д. Д. Григорьеву вступить в новый брак «по выполнении им епитимьи».
Жена во втором браке: Ольга Александровна Преснякова
Дети:
- сын Григорьев Дмитрий Дмитриевич (младший) (14.05.1919, Великобритания — 08 декабря 2007, г. Вашингтон США) — закончил Рижскую правительственную русскую гимназию, Православный богословский институт. С 1945 года в США. В 1948 году Дмитрий Григорьев (младший) закончил Йельский университет со степенью магистра лингвистики. Вёл занятия в школе военных переводчиков в Монтерее, преподавал в Сан-Франциско, в Колумбийском университете в Нью-Йорке. В течение 35 лет был профессором и заведующим отделением славистики Джорджтаунского университета в Вашингтоне. Им оставлено богатое научное наследие, в том числе две книги «Достоевский и Церковь» и «От древнего Валаама до Нового Света. Русская Православная Миссия в Северной Америке». Имел учёную степень доктора филологии. Завершил начатое в Риге духовное образование в Свято-Владимирской духовной семинарии. В 1969 году Дмитрий Григорьев (младший) принял священнический сан, а в 1985 году стал настоятелем Свято-Николаевского собора в Вашингтоне, был митрофорным протоиерем Православной церкви в Америке.
- дочь Григорьева Тамара Дмитриевна (1910—1949)

## Награды
- орден Святого Станислава 3-й ст. (1899)
- орден Святой Анны 3-й ст. (1902)
- орден Святого Станислава 2-й ст. (1905)
- орден Святой Анны 2-й ст. (1905)
- орден Святого Владимира 4-й ст. (1905)
- орден Святого Владимира 3-й ст. (1913)
- орден Святого Станислава 1-й ст. (1915)
- серебряная медаль «В память царствования императора Александра III»
- светло-бронзовая медаль «В память русско-японской войны»
- светло-бронзовая медаль «В память 100-летия Отечественной войны 1812»
- японский орден Священного сокровища 2-й ст. (1916)